# Мары (аэропорт)
Аэропорт Мары (туркм. Mary halkara aeroporty) — международный аэропорт города Мары, Туркменистан. Для обслуживания авиапассажиров в аэропорту построен новый терминал пропускной способностью 300 человек в час, соответствующий международным стандартам. Расположен 6 км северо-востоку от центра Мары.

## Аэровокзальный комплекс
Новое здание было открыто 4 марта 2009 года. Двухэтажное здание общей площадью около 3,5 тыс. м² возвела турецкая строительная компания «Эфор». Стоимость составила 5$ млн. Пропускная способность — 300 пассажиров в час. В зале аэровокзала имеется всё необходимое для создания комфортабельных условий ожидания вылета: услуги почтовой и междугородней связи, пункт обмена валюты, камеры хранения багажа, справочные бюро, кафетерии, кассы «Туркменховаёллары».

## Взлётно-посадочные полосы (ВПП)
В Мары были построены две взлётно-посадочные полосы. Первая полоса ИВПП (18L/36R) имеет протяжённость 2800 метров и ширину 45 метров, вторая полоса (18R/36L), длиной 3800 метров и шириной 45 метров.

## Принимаемые типыВС
Ан-12, Ан-24, Ан-26, Ан-28, Ан-30, Ан-32, Ан-72, Ан-74, Ил-76, Ту-134, Ту-154, Як-40, Як-42, Airbus A319, Airbus A320, Airbus A321, Boeing 737, Boeing 757, Boeing 767, Boeing 777 и др. типы ВС классом ниже, вертолёты всех типов.

## Регулярные рейсы
| Авиакомпания          | Код ИАТА | Код ИКАО | Страна       | Город       | Аэропорт                               | Код ИАТА | Код ИКАО | Примечания |
| --------------------- | -------- | -------- | ------------ | ----------- | -------------------------------------- | -------- | -------- | ---------- |
| Туркменские авиалинии | T5       | TUA      | Туркменистан | Ашхабад     | Аэропорт имени Сапармурата Туркменбаши | ASB      | UTAA     |            |
| Туркменские авиалинии | T5       | TUA      | Туркменистан | Дашогуз     | Дашогуз                                | TAZ      | UTAT     |            |
| Туркменские авиалинии | T5       | TUA      | Туркменистан | Туркменабад | Туркменабат                            | CRZ      | UTAV     |            |
| Туркменские авиалинии | T5       | TUA      | Туркменистан | Туркменбаши | Туркменбаши                            | KRW      | UTAK     |            |
| Туркменские авиалинии | T5       | TUA      | Туркменистан | Балканабат  | Балканабат                             | BAL      | UT1H     |            |